# 朱祐梈
汝安王朱祐梈（1484年10月13日—1541年），明憲宗第十一子、母德妃張氏。弘治四年（1491年）受封汝王。弘治十四年（1501年）就藩衛輝，嘉靖二十年（1541年）去世，諡汝安王，無子封除。

## 妻
繼妃：晉氏（1499年12月23日—1551年5月1日）